# عناصر مداری
عناصر یک مدار (به انگلیسی: Orbital Elements)، پارامترهای مورد نیاز برای تعیین مشخصات منحصر به فرد یک مدار -با فرض مدل دو جرم نقطه‌ای پیرو مکانیک سماوی این عناصر با استفاده از مدار کپلر در سیستم‌های دو جسمی در نظر گرفته می‌شوند. قانون‌های حرکت نیوتن و قانون عکس مربع گرانش- هم هستند.
با آنکه راه‌های مختلفی برای توصیف ریاضی یک مدار وجود دارد، اما معمولاً طرح‌های ویژه که هر کدام از مجموعه‌ای از شش پارامتر تشکیل شده‌اند، در اخترشناسی و مکانیک مداری استفاده می‌شوند.
یک مدار واقعی و عناصر آن در طول زمان به دلیل پریشیدگی گرانشی توسط اجسام دیگر و اثرهای نسبیت عام تغییر می‌کنند. مدار کپلر یک تقریب ریاضی و ایده‌ئال از مدار در یک زمان خاص است.

## عناصر کپلری
عناصر مداری سنتی عناصر ششگانه کپلری هستند، که به تقلید از یوهان کپلر و بر اساس قوانین حرکت سیاره‌ای‌اش نامگذاری شده‌اند.
هر مدار توسط شش عنصر کپلری به‌طور کامل تعریف خواهد شد و مقدار «مبدأ» زمان اعتبار پارامترها را مشخص می‌کند (به دلیل تغییر جزئی مبناها، هر ۵۰ سال یک مبدأ جداگانه در نظر گرفته می‌شود تا تغییرات مبناها اصلاح شود).
مدار واقعی (و عناصر مداری آن) اجرام هنگامی که در معرض آشفتگی‌های گرانشی قرار می‌گیرند تغییر می‌کند بنابراین مدار تعریف شده به وسیلهٔ عناصر مداری فقط تقریب ریاضی مداری در یک زمان خاص است که مشخصه مبدأ بیان‌کننده آن است.
دو پارامتر شکل و اندازه بیضی را مشخص می‌کنند:
- خروج از مرکز ({\displaystyle e\,\!})
- نیم‌قطر بزرگ ({\displaystyle a\,\!})

دو پارامتر جهت صفحه مداری را مشخص می‌کنند:
- انحراف ({\displaystyle i\,\!})
- طول گره صعودی ({\displaystyle \Omega \,\!})

و سرانجام:
- شناسه حضیض ({\displaystyle \omega \,\!})

که جهت بیضی را در صفحه مداری مشخص می‌کند.
- آنومالی متوسط ({\displaystyle M_{o}\,\!})

که موقعیت مداری جرم را بر روی بیضی مشخص می‌کند.